# Poguetry in Motion
Poguetry in Motion ist eine EP der britischen Folk-Punk-Band The Pogues. Sie erreichte in den britischen Alben-Charts Platz 29 und war somit die erste Single der Band, die sich in den Top 40 platzieren konnte.

## Geschichte
Die Songs der EP wurden nie regulär auf einem Album der Pogues veröffentlicht, sie erschienen jedoch später als Bonustracks auf Rum, Sodomy & the Lash.
"Body of an American" wurde in einer Szene der US-amerikanischen Fernsehserie The Wire verwendet. Die Band selbst spielte den Song als zweiten bei ihrem Auftritt in der US-amerikanischen Comedyserie Saturday Night Live. Shane MacGowan begann den Song sichtlich betrunken und beendete ihn rauchend und trinkend auf dem Drumriser sitzend.
"Planxty Noel Hill" bezieht sich auf den renommierten irischen Musiker Noel Hill. Hill hatte die Aussage gemacht, die Pogues würden die irische Musiktraditionen missachten. Auf der ersten Irland-Tour der Band nahmen einige Mitglieder zusammen mit Hill an einer Podiumsdiskussion im irischen Radio teil, während der Hill die Musik der Pogues als "schreckliche Missgeburt" ("terrible abortion") bezeichnete. Das Wort "Planxty" stammt vom irischen Harfenspieler Turlough O’Carolan, es gilt als Gruß und soll z. B. eine Abwandlung des irischen Trinkspruchs sláinte sein, jedoch gibt es verschiedene Theorien.

## Titelliste
1. "London Girl" (Shane MacGowan) – 3:06
2. "Rainy Night in Soho" (MacGowan) – 5:37
3. "Body of an American" (MacGowan) – 4:50
4. "Planxty Noel Hill" (Jem Finer) – 3:13

## Rezeption
| Medium           | Rating                                                              | Kritiker         |
| ---------------- | ------------------------------------------------------------------- | ---------------- |
| Allmusic         | Sternsymbol · Sternsymbol · Sternsymbol · Sternsymbol · Sternsymbol | Jason Ankeny     |
| Robert Christgau | A-                                                                  | Robert Christgau |

Jason Ankeny vom Allmusic-Guide schrieb in seiner Rezension:
"(...) The four-song Poguetry in Motion EP is hardly a collection of leftovers – in fact, the material ranks alongside the Pogues' very best efforts."
"(...) Die vier Songs beinhaltende Poguetry der Motion-EP ist kaum eine Zusammenstellung von Überresten – tatsächlich ist das Material auf einer Stufe mit den besten Arbeiten der Pogues."